# 벤질 클로로포르메이트
벤질 클로로카보네이트 또는 Z- 클로라이드라고도 하는 벤질 클로로포르메이트는 클로로포르메이트의 벤질기 에스터이다. 또한 벤질옥시카르보닐기(Cbz 또는 Z) 그룹의 염화물이라고도 할 수 있다. 

## 설명
벤질 클로로포르메이트는 순수한 형태에서 물에 민감한 유성 무색 액체이지만 불순한 샘플은 일반적으로 노란색으로 나타난다. 특유의 매운 냄새가 나며 물과 접촉하면 분해된다. 이화합물은 1930년대 초반에 그리스의 화학자인 레오니다스 제르바스(Leonidas Zervas)가 벤질옥시카르보닐 보호기의 도입에 사용하여 처음 제조했으며 이는 독일의 화학자인 막스 버그만(Max Bergmann)과 함께 개발한 펩타이드 합성의 베르그만 제르바스 카르복시벤질 방법의 기초가 되었다.  이것은 제어 펩타이드 합성의 첫번째 성공적인 방법이었으며 1950년대까지 20년 동안 전세계적으로 널리 사용되는 지배적인 절차였다. 오늘날까지 벤질 클로로포르메이트는 아민기 보호에 자주 사용된다.

## 같이 보기
- 유기화학
- 유기 화합물